# This Place Is Empty
"This Place Is Empty" er en sang fra det engelske rock and roll band The Rolling Stones 2005 album A Bigger Bang. Den bliver sunget af guitaristen Keith Richards.
Selvom sangen bliver krediteret til sangeren Mick Jagger og guitaristen Keith Richards er det mest et arbejde fra Richards. 
Han fortalte om sangen i august 2005:” Den handler om Patti Hansen, men den har den der universelle ting over sig. Jeg tænkte:” Der kan ikke være nogle i denne verden der ikke har haft denne følelse.” Det var dejligt at holde den kort – kun tre vers. Jeg var fladet ud på sofaen med en drik, og min akustiske guitar. Jeg endte også med at spille klaver på det .”
Den er hovedsagelig en akustisk sang hvor Richards synger og spiller guitar, og han og Don Was spillede begge to klaver. Richards spillede desuden også bass og klaver på nummeret. Charlie Watts spillede trommer, mens Mick Jagger spillede slide guitar . 